# Leuckartiara brownei
Leuckartiara brownei är en nässeldjursart som beskrevs av Helen K. Larson och Harbison 1990. Leuckartiara brownei ingår i släktet Leuckartiara och familjen Pandeidae.
Artens utbredningsområde är Södra Ishavet. Inga underarter finns listade i Catalogue of Life.